# Sistema bibliotecari de Singapur
El Sistema bibliotecari de Singapur és el conjunt organitzat de manera centralitzada de les biblioteques públiques de Singapur. Les biblioteques públiques posen l'atenció en l'educació i la formació dels membres del país.

## Història
El 1823 es va crear la primera biblioteca escolar, que esdevingué la primera biblioteca pública el 1844, la Biblioteca de Singapur. El 1849 se li va agregar la funció de museu. El 18873 canvià el nom a Biblioteca i Museu Raffles pel govern colonial. Des del 1886 es convertí en el dipòsit nacional, una funció de biblioteca nacional i alhora biblioteca pública que coallaria amb la constitució formal de la funció com a biblioteca nacional feta l'1 d'abril de 1958. La funció de biblioteca nacional fou establida en les lleis de 1957 Proposta de Llei de la Biblioteca Nacional Raffles i l'Ordenança de la Biblioteca Nacional Raffles, fetes dos anys després de separar la biblioteca del museu. La Biblioteca Nacional va ser fundada alhora que la National Board Library, que té la funció d'aconsellar al ministeri que gestione la Biblioteca Nacional i dirigir-la.
Durant la dècada de 1950 fins al 1991 hi hagué un servei de biblioteca mòbil. Establit amb la Llei de la Biblioteca Nacional, a mitjan dècada del 1970 una furgoneta i dos tràilers portant 3.000 llibres cada circulaven pel país. El 1975 el servei comptava amb 3.000 adults i joves i més de 30.000 xiquets com a membres del servei. El servei movia el 8% de la circulació total de la Biblioteca Nacional. Amb el pas del temps la importància del servei va disminuir per la major obertura d'horaris de les filials. El 1988 sis treballs foren discontinuats fins que el 1991 el servei cessà.
El 1960 es construí un nou edifici per a la biblioteca nacional a la carretera Stamford, amb l'ajut econòmic d'un empresari xinès. Es canvià el nom a Biblioteca Nacional. Durant el tercer quart del segle xx, es van establir filials de la Biblioteca Nacional a les ciutats satèl·lit del país, iniciant-se amb a les ciutats de Queenstown i Toa Pay. Més tard a Chai Chee i Siglap. El 1978 hi havia sis filials, que augmentaren a vuit el 1983.
El 1973 la Biblioteca Nacional intentà establir una cooperació bibliotecària amb les altres biblioteques del país en el marge de l'automatització però va ser deixada de costat. Amb el programari basat en el programari de la Western Library Network anomenat SILAS (Singapore Integrated Library Automation System) la Biblioteca Nacional tractà d'establir la catalogació compartida i la constitució d'una bibliografia nacional. Així, SILAS fou iniciat el 1983. El 1986 es posà en funcionament a la Biblioteca Nacional i des del 1987 a les biblioteques universitàries i del govern.
La tecnologia dels codis de barres aplicada a les biblioteques del país va ser introduïda de manera paral·lela a la introducció del programari SILAS. El 1984 la Biblioteca Nacional la va començar a emprar. El 1988 una biblioteca pública del país utilitzà per primera vegada la tecnologia dels codis de barres.
Al principi de la dècada del 1990 les biblioteques públiques estaven tenint un èxit escàs amb relació a la societat que servien: el 30% dels habitants estaven registrats, dels quals el 12% eren actius; els bibliotecaris eren els funcionaris menys pagats, fent la carrera poc atractiva, i la gent opinava que les biblioteques estaven endarrerides. Els llibres llegits anualment eren 3,2 malgrat l'alta taxa d'alfabetització. L'accés a Internet el donaven principalment iniciatives privades com cibercafès.
En 1992 el Govern del país va promoure la "constitució d'una comissió per analitzar la situació de les biblioteques al país amb l'objectiu d'impulsar un pla de millora dels serveis, en el marc d'una voluntat política nacional d'identificació de la informació com a element estratègic del país" (el Comitè de Revisió Biblioteca 2000). El Comitè estava format per 20 membres, dels quals dos eren bibliotecaris (Rasu Ramachandran, director de la Biblioteca Nacional, i l'antic director de la Universitat Nacional de les Biblioteques de Singapur, Koh Thong Ngee) sent presidits per Tan Chin Nam (cap executiu de la National Computer Board) i el director de la NCB, Ko Kheng Hwa. La NCB tenia una forta influència al comitè. A més, el comitè tenia subcomitès centrats en qüestions específiques formats per altra gent.
El 1995 es publicà l'informe final fet per la Comissió i el Govern va llegir-lo i acceptà les recomanacions bàsiques. Aquest informe consistí en el pla Library 2000.
El 1995 es crea la National Library Board per governar el sistema bibliotecari del país. Des de mitjan dècada del 1990 les biblioteques públiques han estat connectades a Internet, oferint des d'aleshores accés gratuït a Internet.
El 1997 es crea la Central de Serveis.
Durant l'inici de la dècada del 2000, les biblioteques públiques de Singapur foren pioneres al món en l'establiment de l'accés a Internet, baix l'impuls del govern. El sistema bibliotecari de Singapur es convertí un dels més avançats del món per l'ús de les "tecnologies de la informació, la gestió de recursos humans progressista i aproximacions al marketing inusuals per a agències governamentals.
Al voltant del 2002 la Central va fer proves amb una "sèrie de serveis orientats a les biblioteques escolars". Per donar aquests serveis es signaren convenis escoles, sent-ne el 2002 cinc centres de primària, dos de secundària i un institut.
L'impuls donat al sistema bibliotecari es va veure reflectit amb el progrés de visitants (de sis milions de visitants el 1994 passaren a ser-ne 21 milions el 2001) i els préstecs (passant dels 10 milions del 1994 als 23 milions del 2001). Pel 2002 quasi la mitat de la poblacióhi tenia carnet (2 milions d'usuaris), sent actius el 50% l'últim any. De mitjana, els usuaris hi van un cop a la setmana. Hi havia 7 milions de documents a disposició dels ciutadans de Singapur.
El 2000 hi havia 41 biblioteques infantils i el juliol de 2005 es van establir tres biblioteques regionals i 20 biblioteques públiques ("cumminity libraries").
El 2005 la Biblioteca Nacional canvià d'edifici.
Quan acabà d'executar-se el pla de Library 2000, la National Library Board establí el pla següent Library 2010.
Dins del pla de deu anys per a la millora de l'economia de Singapur mitjançant les teconologies de la informació i la comunicació, Intelligent Nation 2015 (iN2015), es va incloure un pla relatiu a aquest per al 2010, IT in Education Masterplan and Library 2010, que establia objectius per les biblioteques. L'objectiu era portar el coneixement mundial al país creant-hi un impacte social i econòmic positiu. Per a aconseguir-ho el pla estableix que hi haja un accés a l'Internet amb molta velocitat, la millora contínua en la formació mitjançant aparells d'aprenentatge personalitzats que faciliten recursos d'aprenentatge molt actualitzats. Els bibliotecaris assumeixen aquesta missió no soles assegurant-se que hi haja recursos sinó que també s'esforcen a formar en competències informacionals i digitals fent cursos en escoles i en la biblioteca per reduir la fractura digital. La relació del bibliotecari amb l'usuari és, segons conlcou un estudi del 2010, paternalista.
Respecte l'ús d'Internet, els bibliotecaris mantenen un imaginari col·lectiu dels habitants com una "majoria conservadora" caracteritzada per ser ignorant, ressistent al canvi, groller, xenòfob, interessada soles en allò local i intolerant, pel que estableixen un bloqueig de llocs web relacionats amb la pornografia, assumptes de furoners, d'apostes i videojocs (excepte si són educatius) i impedeixen instal·lar programari i utilitzar programes de xateig. Un estudi del 2010 trobà que hi havia uns pocs bibliotecaris que no estaven d'acord totalment amb aquestes polítiques.
El mateix estudi trobà que els usuaris que utilitzen l'Internet de les biblioteques l'empra majoritàriament per veure el correu electrònic i el motor de cerca Google, en compte de la base de dades de revistes oferides per les biblioteques. Qui utilitzaven aquestes bases de dades eren professionals treballant en projectes de la feina i estudiants universitaris. La majoria dels usuaris desconfiaven de la possible ajuda dels bibliotecaris en les seues indagacions per la web, cosa que xoca amb la funció del bibliotecari.

## Organització
El sistema bibliotecari de Singapur està format per:
- El National Library Board que constitueix el centre del sistema. És "un organisme públic autònom creat el 1995 i vinculat al Ministeri per a la Informació i la Cultura". A més de governar el sistema bibliotecari de Singapur, es dedica a assessorar, planificar i gestionar els serveis d'altres organitzacions, tant públiques com privades i tant estrangeres com nacionals
- Biblioteca Nacional de Singapur (o "Reference Library")
- La Xarxa de Biblioteques Públiques

Està formada per tres nivells de biblioteca pública: les biblioteques regionals, les biblioteques públiques o "community libraries", i les biblioteques infantils o "community children's libraries". Al 2002 hi havia dues biblioteques regionals (el Pla d'aleshores en preveia quatre per al futur), 23 biblioteques públiques locals i 46 biblioteques infantils.
- La Central de Serveis (Library Support Services)

La Central coordina el servei de préstec interbibliotecari, que funciona amb el servei públic de correus (operatiu des de l'acord fet el 1999 entre ambdues organitzacions). Els serveis d'adquisició i de catalogació estan externalitzats. Des del 1999 a la Central s'utilitza el sistema integrat de gestió bibliotecària Vista.
Consta de 5.200 m², reunint "l'espai de treball, de tractament del material i els magatzems", els quals tenien el 2002 uns 1,4 milions de volums, contenint a més materials obsolets. S'organitza en departaments, els quals són els següents: desenvolupament de la col·lecció (selecció, adquisició i donatius, dipòsit legal, tractament de materials obsolets); serveis bibliogràfics (catalogació i indexació); gestió del magatzem (recepció, procés material, emmagatzematge i distribució), i administració.
Les infraestructures de comunicació són donades per "S-ONE (Singapore ONE), serveis de comunicació de banda ampla d'iniciativa governamental".

## Característiques
Assumpta Bailac va escriure en un artícle acadèmic publicat el 2002 sobre la situació del sistema bibliotecari de Singapur. Va destacar:
- L'ús de la tecnologia: amb el servei d'autopréstec, el fet que els usuaris es facen el carnet ells mateixos i la bústia de devolucions.
- L'escàs personal i horaris intensius és possible per l'automatització i els pocs taulells. En les biblioteques de Singapur "el personal 'circula' per la biblioteca i atén l'usuari que ho necessita".
- Els serveis estan centrats en la informació i l'educació permanent. Així, "totes les biblioteques disposen d'espais de treball i consulta i de sales de formació d'usuaris". Mentre que els serveis bàsics són gratuïts, "l'ús d'Internet, pels serveis multimèdia, pel servei de vídeos a la carta i […] alguns serveis en línia determinats" són pagats mitjançant una targeta monedes "que es pot carregar a la biblioteca mateix".
- Existència de molts programes dirigits a diversos públics. Quasi tots els programes són integrats en "col·laboració amb altres departaments del govern i amb agents del sector privat".
- La ubicació de les biblioteques ocorre on hi ha molta gent. I l'espai de l'edifici integra de manera útil el servei físic i el virtual.

Assumpta Bailac conclou:
les biblioteques públiques a Singapur estan, clarament, en el “cor” de les polítiques públiques culturals i d'informació i que la formació permanent està en el centre de la missió de la biblioteca. Són serveis molt accessibles, gràcies al lloc on estan situades i als horaris de servei. Són veritables centres culturals que treballen amb criteris clars d'eficàcia i eficiència, amb criteris de segmentació de públic i amb un índex alt de rendiment dels recursos. La biblioteca pública és un servei públic que es manté amb fórmules de gestió flexibles.